# Leven (Forth)
Der Leven ist ein Fluss in den schottischen Council Areas Perth and Kinross und Fife. Es handelt sich um den einzigen Abfluss des Loch Leven.
Loch Leven in Perth and Kinross ist der größte Süßwassersee der schottischen Lowlands. Der Leven fließt am Südostufer des Sees in nordöstlicher Richtung ab. Nach etwa neun Kilometern erreicht der Leven Glenrothes. Dort quert ihn die A92 und der Leven fließt weiter in östlicher Richtung durch Milton of Balgonie, vorbei an der Whiskybrennerei Cameronbridge, durch Windygates, um schließlich nach insgesamt 26 km in Leven in den Firth of Forth zu münden.
Zwischen 1828 und 1832 wurden die ersten fünf Kilometern des Flusslaufes begradigt, um nutzbares Land zu gewinnen und die Abflussmenge zu regulieren. Auf Grund seines hohen Gefälles wurde der Leven im 18. und 19. Jahrhundert zur Gewinnung von Wasserkraft genutzt. So wurden in den 1820er Jahren neben textilproduzierenden Betrieben etwa 40 Mühlen entlang des Leven gezählt. Vor der Installation der Wasserräder eignete sich der Leven gut zum Forellenfischen. Zu den wichtigsten Zuflüssen zählt der Ore, der auf halber Strecke zwischen Glenrothes und Mündung von rechts kommend in den Leven mündet.

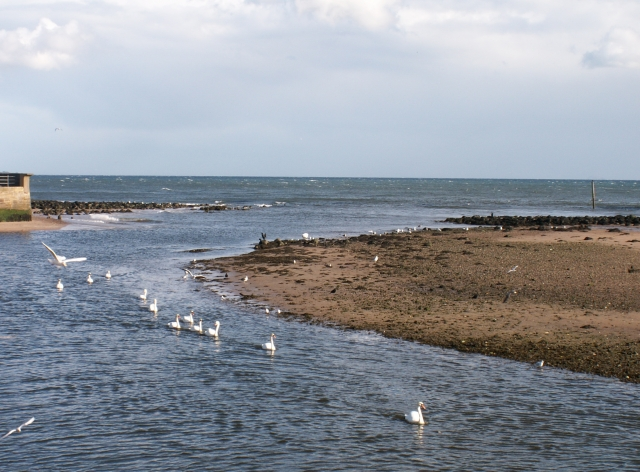
Mündung des Leven
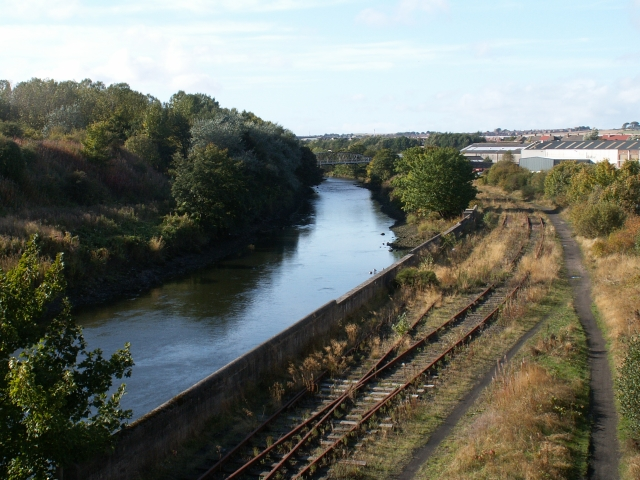
Der Leven in Leven